# J. Jesús Díaz Tzirio
J. Jesús Díaz Tzirio är en ort i Mexiko.   Den ligger i kommunen Los Reyes och delstaten Michoacán de Ocampo, i den centrala delen av landet, 300 km väster om huvudstaden Mexico City. J. Jesús Díaz Tzirio ligger 2 257 meter över havet och antalet invånare är 2 007.
Terrängen runt J. Jesús Díaz Tzirio är kuperad söderut, men norrut är den bergig. Terrängen runt J. Jesús Díaz Tzirio sluttar västerut. Runt J. Jesús Díaz Tzirio är det ganska tätbefolkat, med 111 invånare per kvadratkilometer. Närmaste större samhälle är Tingüindín, 9,3 km väster om J. Jesús Díaz Tzirio. I omgivningarna runt J. Jesús Díaz Tzirio växer i huvudsak blandskog.